# Bolgár–román határ

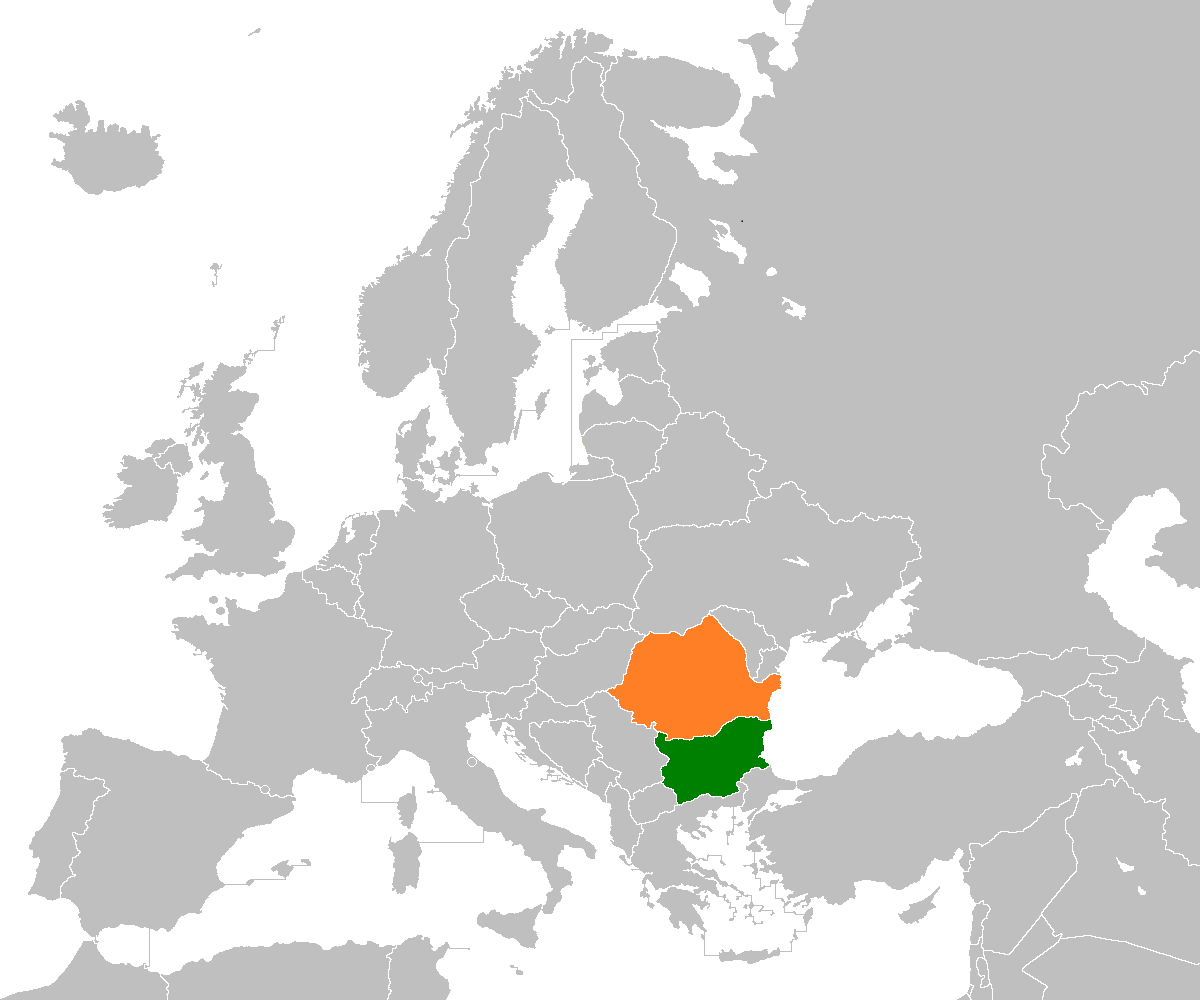

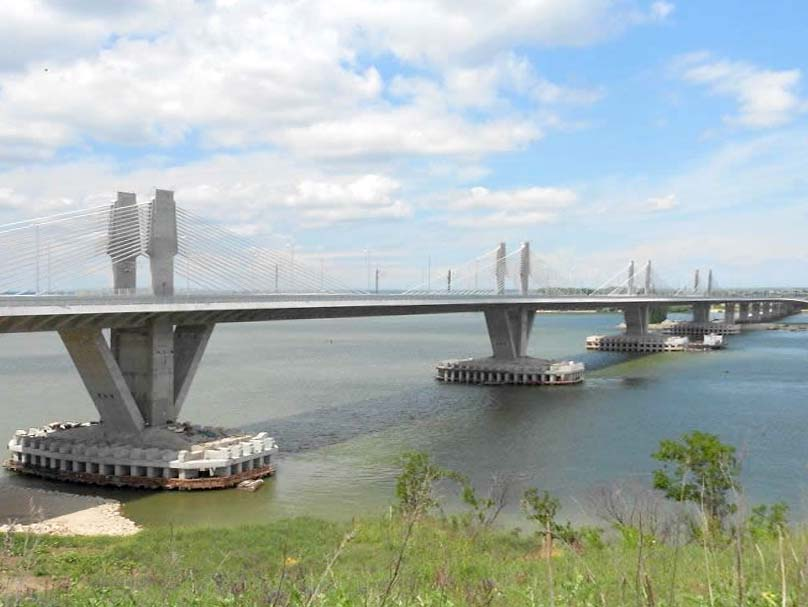
A Vidin–Calafat híd

A bolgár–román határ összesen 631,9 kilométeren határolja Bulgáriát és Romániát; ebből 470 kilométer a Duna vonala, 139,1 kilométer szárazföldi és 22,2 kilométer tengeri határ.
A határvonalat egy nemzetközi bizottság állapította meg 1878-ban a két ország függetlenné válását követően. A határ szárazföldi részét négyszer módosították: 
- 1913-ban a bukaresti békeszerződéssel Románia megkapta Dél-Dobrudzsát,[2]
- 1918-ban a bukaresti békeszerződéssel Dél-Dobrudzsa visszakerült Bulgáriához, vele együtt Észak-Dobrudzsa egy része is,[3]
- 1919-ben a neuillyi békeszerződés visszaállította az 1913-as határvonalat,[4]
- 1940-ben a craiovai szerződés másodszor is visszaadta Dél-Dobrudzsát Bulgáriának.[5]

1940 óta a határ azonos az 1878-ban megállapítottal.
Határátkelőhelyek
- Giurgiu – Rusze (Duna híd): közút, vasút
- Călărași – Szilisztra: közút (komp), kikötő
- Ostrov – Szilisztra: közút
- Negru Vodă – Kardam(wd): közút, vasút
- Vama Veche – Durankulak(wd): közút
- Calafat – Vidin (Vidin–Calafat híd): közút, vasút
- Bechet – Rahova: kikötő
- Corabia – Măgura: kikötő
- Turnu Măgurele – Nikápoly: kikötő
- Zimnicea – Szvistov: kikötő
- Oltenița – Tutrakan: kikötő
- Lipnița – Kajnardzsa(wd): közút[6]
- Dobromir(wd) – Krusari(wd): közút[7]

## Fordítás
- Ez a szócikk részben vagy egészben  a   Frontière entre la Bulgarie et la Roumanie című francia Wikipédia-szócikk ezen változatának fordításán alapul.  Az eredeti cikk szerkesztőit annak laptörténete sorolja fel. Ez a jelzés csupán a megfogalmazás eredetét és a szerzői jogokat jelzi, nem szolgál a cikkben szereplő információk forrásmegjelöléseként.